# 1145

## Догађаји
- Пролеће – Селџучке снаге предвођене Имад ал-Дином Зенгијем заузимају Саруџ, другу велику крсташку тврђаву источно од Еуфрата. Напредују ка Биреџику и опседају град, али гарнизон пружа жесток отпор. У међувремену, краљица-регенткиња Мелисенда од Јерусалима удружује снаге са Жосленом II, грофом Едесе, и приближава се граду. Зенги подиже опсаду након што је чуо гласине о проблемима у Мосулу. Жури назад са својом војском да преузме контролу. Тамо је Зенги хваљен широм ислама као „бранилац вере“, а ал-Малик ал-Мансур као „победнички краљ“.
- Ремон од Поатјеа, принц Антиохије, путује у Цариград да замоли цара Манојла I Комнина за помоћ у подршци његовој кампањи против Селџука. Када стигне, Ремон је приморан да прихвати врховну власт Византијског царства. Манојло га љубазно третира, даје му поклоне и обећава му новчану помоћ.
- Арнолд из Бреше, италијански свештеник из Ломбардије, претвара Рим у републику са владом по узору на Римску републику. Арнолд постаје интелектуални вођа Римске комуне, позивајући на слободе и демократска права након свргавања Ђордана Пјерлеонија.
- Алмохадске снаге под командом Абд ел-Мумина побеђују муслиманску алморавидску војску код Тлемсена. Алморавидски владар Ташфин ибн Али умире бежећи од својих непријатеља близу Орана. Наслеђује га син Ибрахим ибн Ташфин.
- Мериниди из Магриба ел-Аксе покушавају да се одупру Алмохадима, али су приморани да се повуку у пустињска подручја око Тафилалта. Оран пада у руке Алмохада. Нормански напад на регион Триполитаније је успешан.
- Ким Пусик и његов тим историчара завршавају састављање корејског историјског текста Самгук Саги.
- Папа Луције II умире у Риму након што га је погодио камени пројектил током борби против сенаторских снага које је предводио Ђордано Пјерлеони. Након 11-месечног понтификата, наследио га је папа Евгеније III, који је постао 167. папа Католичке цркве. Евгенија је приморан на изгнанство од стране Арнолда од Бреше.
- Папа Евгеније III издаје булу Quantum praedecessores, позивајући на Други крсташки рат. Краљ Луј VII објављује своју намеру да крене на ходочашће које постаје део крсташког рата.

## Рођења
- Устанак Уроша Првослава